# NGC 4787
NGC 4787 (другие обозначения — UGC 8026, MCG 5-30-121, ZWG 159.111, ZWG 160.6, PGC 43875) — линзовидная галактика в созвездии Воло́с Вероники. Открыта Генрихом Луи Д'Арре в 1867 году. Является частью сверхскопления Волос Вероники.
Этот объект входит в число перечисленных в оригинальной редакции «Нового общего каталога».
Галактика отождествляется с источником 2RE J1253+270 в диапазоне экстремального ультрафиолета, обнаруженном на ультрафиолетовом телескопе космической обсерватории ROSAT.